# Paul Deussen
Paul Deussen (n. 7 ianuarie 1845, Oberdreis, Renania-Palatinat, d. 6 iulie 1919 Kiel, Schleswig-Holstein) a fost un filosof, istoric și indolog german. Discipol devotat al lui Arthur Schopenhauer - al cărui continuator în materie de studiu al hinduismului se considera, a fost în același timp prieten apropiat și editor al lui Friedrich Nietzsche.

## Filosofia
În urma studiului textelor sacre indiene și a influenței exercitate de Kant și Schopenhauer, Deussen ajunge la concepția că nucleul tuturor religiilor și a filosofiilor ar consta în căutarea atingerii unității absolute („Brahman” în filosofia indiană, „Unul” la Parmenides și Platon sau „das Ding-an-sich” la Kant) din spatele acestei lumi fenomenale. Conform lui Deussen această unitate absolută pe care se fundamentează toate religiile ar consta de facto în însăși realitatea și existența unității absolute a celor trei principii care stau la baza acestora: Dumnezeu, Nemurirea și Libertatea. Însă existența lui Dumnezeu este cu putință doar datorită faptului că spațiul nu există decât ca formă a priori a sensibilității noastre, deci ca fiind de natură subiectivă, aparținând doar fenomenelor nu și lucrurilor în sine. Nemurirea, la fel, este cu putință doar în măsura în care timpul este o formă apriori a sensibilității noastre și nu un lucru-în-sine existent independent noi - continumuul temporal, precum și cel spațial aparține doar conștiinței noastre care astfel sintetizeaza realiatea fenomenală; iar Libertatea absolută este de asemenea cu putință doar datorită faptului că principiul cauzalității nu există decât subiectiv, ca și categorie a intelectul nostru. În consecință, această lume a fenomenelor pe care o percepem întotdeauna cauzal, într-un timp și într-un spațiu anume, este asemenea unui vis în spatele căruia se află adevărata lume-în-sine a unității absolute, lume ce nu poate fi deocamdată decât intuită deoarece intelectul nostru este încă legat spațio-temporal de lumea fenomenelor (vezi și Advaita Vedanta în filosofia hindusă).
„Această întreagă ordine spațio-temporală a lumii se bazează numai pe o iluzie (maya) înnăscută prin constituția intelectului nostru; in realitate nu există decât o Ființă situată deasupra spațiului  timpului, pluralității si devenirii, care se manifestă în toate formele naturii si pe care eu o simt și o gasesc în lăuntru-mi întreagă și nedivizată, ca pe propriu-mi Sine, ca pe Atman. ”— Paul Deussen, Cuvânt înainte la Șaizeci de Upanișade ale Vedei, p. X

## Lucrări traduse în limba română
- Filosofia Upanișadelor (1898), Editura Herald, 2007
- Elementele Metafizicii alături de o considerație preliminară asupra esenței idealismului (1877), Editura Herald, 2008
- Heinrich Feldhoff, Prietenul lui Nietzsche. Istoria vieții lui Paul Deussen (2008), Editura Herald, 2011

1. 1 2  Paul Deussen, Brockhaus Enzyklopädie
2. 1 2  Paul Deussen, Internet Philosophy Ontology project, accesat în 9 octombrie 2017
3. 1 2  Paul Deussen, Autoritatea BnF
4. ↑  „Paul Deussen”, Gemeinsame Normdatei, accesat în 2 aprilie 2015
5. ↑  Autoritatea BnF, accesat în 10 octombrie 2015
6. ↑  CONOR.SI[*] Verificați valoarea |titlelink= (ajutor)